# Himalaya-Birke
Die Himalaya-Birke (Betula utilis) ist eine Pflanzenart aus der Gattung der Birken (Betula) in der Familie der Birkengewächse (Betulaceae). Ihre Heimat liegt in oberen Höhenlagen des Himalayas.

## Beschreibung

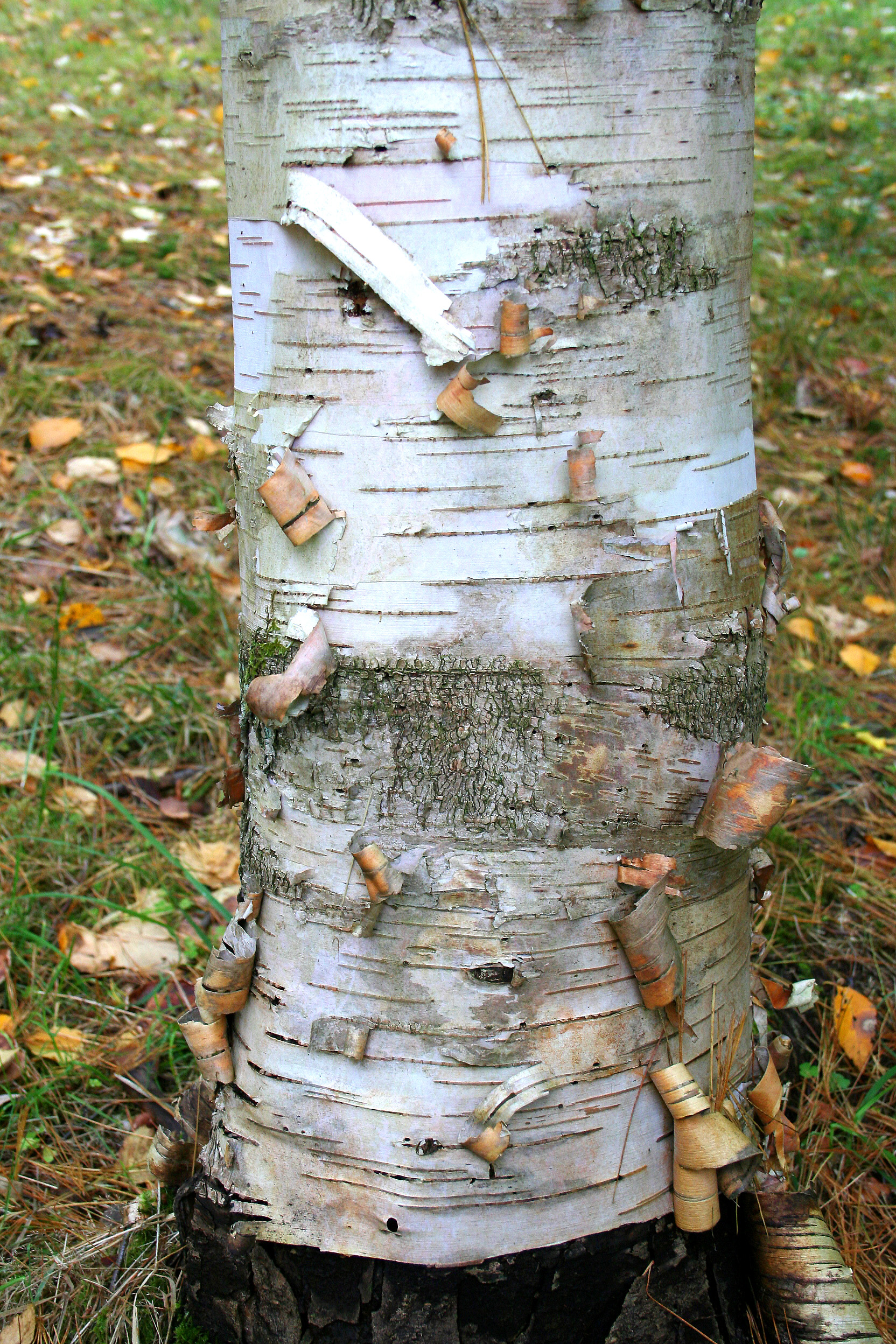
Borke von Betula utilis var jacquemontii.

### Vegetative Merkmale
Die Himalaya-Birke wächst als sommergrüner Strauch oder Baum, der Wuchshöhen von bis zu 35 Metern erreichen kann. Die weiße, rötlichweiße, bräunliche oder dunkel rotbraune Borke blättert in dünnen Schichten ab. Während die Äste eine glatte rotbraune Rinde besitzen ist jene der harzigen Zweige braun und dicht behaart. Das Holz ist blassrosa bis hell rötlichbraun gefärbt und weist einen seidigen Glanz auf.
Die wechselständig an den Zweigen angeordneten Laubblätter sind in Blattstiel und Blattspreite gegliedert. Der behaarte Blattstiel weist eine Länge von 0,8 bis 2 Zentimeter auf. Die einfache Blattspreite ist bei einer Länge von 2,5 bis 9 Zentimeter und einer Breite von 1,8 bis 6,2 Zentimeter eiförmig, länglich-eiförmig bis rautenförmig. Die Blattspitze ist spitz zulaufend oder geschwänzt. Die Blattoberseite ist bei jungen Blättern dicht zottig behaart. Die Blattunterseite ist dicht mit Harztröpfchen bedeckt und weist an den Verzweigungen der Blattadern eine Behaarung auf. Auf jeder Seite der Mittelrippe findet man 8 bis 14 Blattadern. Der Blattrand ist unregelmäßig spitzzähnig gesägt.

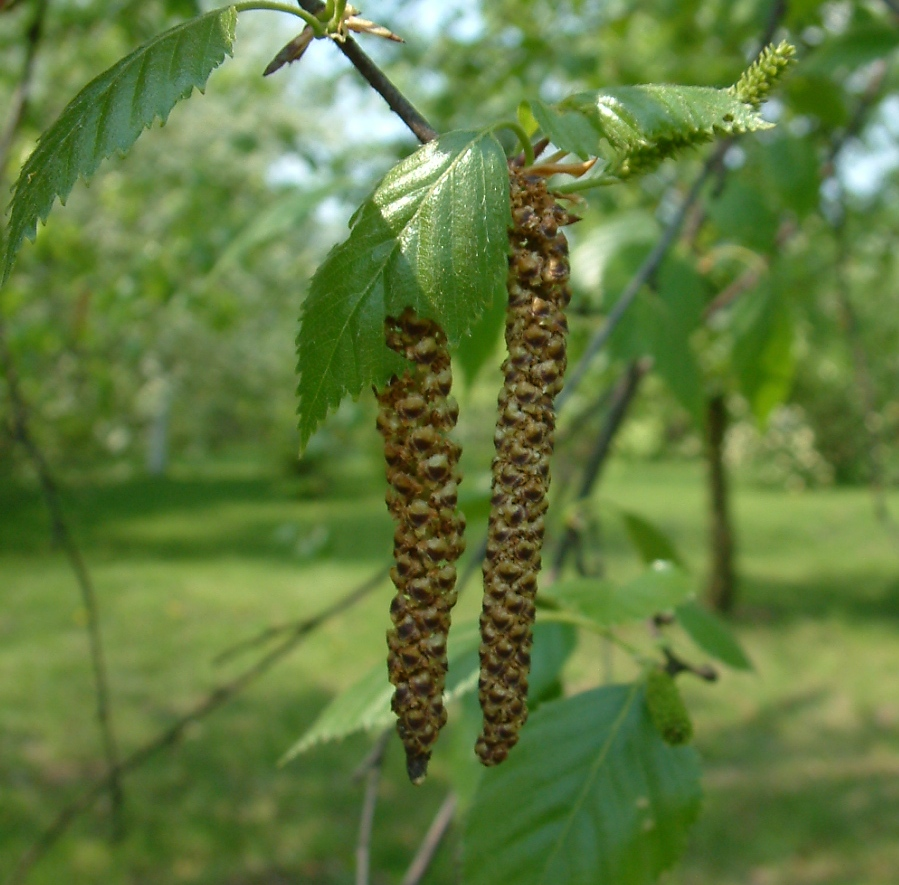
Männliche Kätzchen von Betula utilis var jacquemontii.

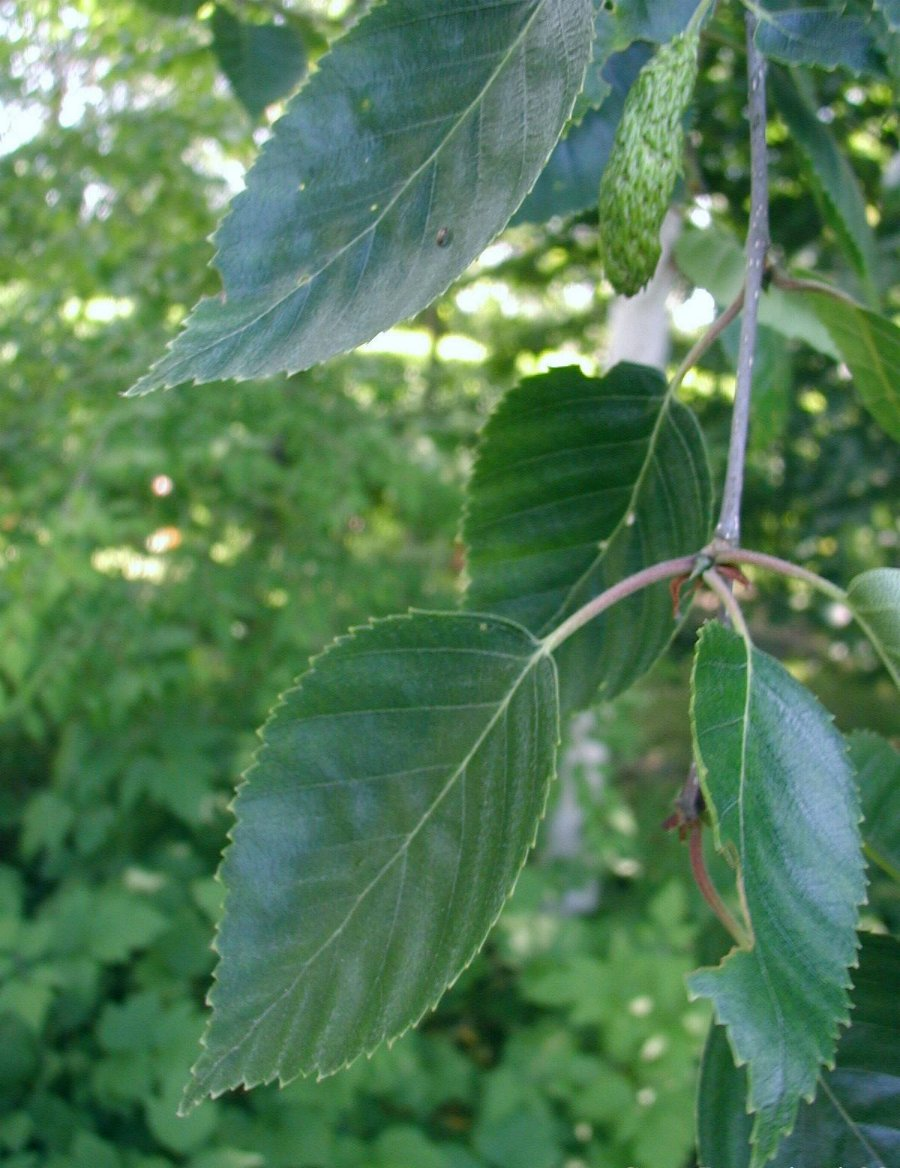
Langgestielte, einfache Laubblätter mit gesägtem Blattrand.

### Generative Merkmale
Die Blütezeit erstreckt sich von Mai bis Juli. Die männlichen Kätzchen besitzen eine Länge von 3 bis 3,7 Zentimeter lang und rund 4 Millimeter dick. Die hängenden weiblichen Kätzchen sind eiförmig-zylindrisch geformt und werden 3 bis 5 Zentimeter und einen Durchmesser von 7 bis 12 Millimeter. Der Blütenstandsstiel ist 0,5 bis 1,5 Zentimeter lang.
Die bei einer Länge von 2 bis 3 Zentimeter und einem Durchmesser von 1,5 bis 2 Millimeter eiförmig-elliptischen Samen sind geflügelt. Die Samenflügel besitzen ungefähr dieselbe Größe wie die Samenkörner und manchmal an den Spitzen ein bis zwei Anhängsel. Die Samen reifen je nach Standort im Juli oder August.
Die Chromosomenzahl beträgt 2n = 56.

## Vorkommen
Das natürliche Verbreitungsgebiet der Himalaya-Birke erstreckt sich von Afghanistan über Pakistan, Indien, Nepal und Bhutan bis nach China. In China findet man sie in Gansu, Hebei, Ningxia, Qinghai, Shaanxi, West-Sichuan, Ost- und Süd-Xizang sowie in Nordwest-Yunnan. In Indien kommt die Art in Jammu und Kashmir, Himachal Pradesh, Uttarakhand und Sikkim vor.
In ihrem chinesischen Verbreitungsgebiet findet man diese Art in temperierten Laubwäldern in Höhenlagen von 2500 bis 3800 Metern. In Kaschmir findet man sie in Höhenlagen von 3000 bis 4500 Metern. Sie bildet meist kleinere Bestände aus.

## Systematik
Die Erstbeschreibung von Betula utilis erfolgte 1825 durch David Don in Prodromus Florae Nepalensis, S. 58.
Nach R. Govaerts werden folgende Unterarten unterschieden:
- Betula utilis subsp. albosinensis (Burkill) Ashburner & McAll. (Syn.: Betula utilis var. sinensis (Franch.) H.J.P.Winkl., Betula albosinensis Burkill): Sie kommt im nördlichen und im zentralen China vor.[4]
- Betula utilis subsp. jacquemontii (Spach) Kitam. (Syn.: Betula utilis var. jacquemontii (Spach) H.J.P.Winkl., Betula jacquemontii Spach): Sie kommt im westlichen und im zentralen Himalaja vor.[4]
- Betula utilis subsp. occidentalis Kitam. (Syn.: Betula chitralica Browicz, Betula kunarensis Browicz, Betula pyrolifolia V.N.Vassil.): Sie kommt vom östlichen Afghanistan bis Zentralasien vor.[4]
- Betula utilis subsp. utilis (Syn.: Betula bhojpattra Wall., Betula utilis var. glandulifera Regel): Sie kommt vom Himalaja bis China vor.[4]

## Nutzung
Das harte und dichte aber eher spröde Holz stellt in der Heimat der Art ein wertvolles Nutzholz dar. Die Borke findet gelegentlich zur Dacheindeckung sowie als Schirmhülle oder Papierersatz Verwendung. Das Laub dient als Viehfutter.
Ein Aufguss aus der Rinde wirkt antiseptisch und soll gegen Blähungen helfen. In die Ohren getropft soll er gegen Ohrenschmerzen helfen. Früher wurde er auch zur Behandlung von Gelbsucht und Hysterie genutzt.
Die Rinde der Himalaya-Birke wurde als Beschreibstoff verwendet (vgl. Birkenrinde). In Kaschmir wurden Manuskripte auf Birkenrinde bis ins 18. Jahrhundert hergestellt.